# Yako
Yako è un dipartimento del Burkina Faso classificato come città, capoluogo della provincia di Passoré, facente parte della Regione del Nord.
Il dipartimento si compone del capoluogo e di altri 40 villaggi: Baskare, Bouboulou, Boulma, Boura, Bouria, Doure, Gandado, Gobila, Gollo, Gonsin, Goungha, Kabo, Keo, Koalla, Koaltanghin, Kolbila, Lilboure, Moutoulou, Nagsene, Nambeguian, Napan, Noussou, Ouaelle, Ouedkiongo, Pelegtanga, Petit-Samba, Ragounda, Rallo, Rawema, Roumtenga, Sabo, Saria, Sassa, Soa, Song-Naba, Tanghin, Taonsgho, Tibin, Tindila e Zizon.